# Filip Widenow
Filip Widenow (ur. 12 czerwca 1980 roku w Ruse) – bułgarski koszykarz, występujący na pozycjach rzucającego obrońcy lub niskiego skrzydłowego. W sezonie 2010/2011 zawodnik Asseco Prokomu Gdynia. Wielokrotny reprezentant Bułgarii. Uczestnik Eurobasketu w 2005 i 2009. Ma za sobą bogatą karierę międzynarodową. Jest wychowankiem Dunaw Ruse.

## Przebieg kariery
- 1997-1998 Dunaw Ruse
- 1998-1999 CA High School
- 1999-2003 Western Kentucky (NCAA)
- 2003-2004 Lewski Sofia
- 2003-2004 KK Split
- 2004-2005 Nancy
- 2005-2006 Tekelspor Stambuł
- 2005-2006 Real Madryt
- 2006-2007 Cajasol Sewilla
- 2007-2008 Dunaw Ruse
- 2007-2008 Sebastiani Rieti
- 2008-2009 CB Granada
- 2009-2010 Crvena zvezda Belgrad
- 2009-2010 Żeleznik Belgrad
- 2010-obecnie Asseco Prokom Gdynia

## Osiągnięcia
- III piątka PLK według dziennikarzy (2011)[1]

## Statystyki podczas występów w PLK
| Sezon     | Drużyna              | M  | S5 | MPG  | FG% | 3P% | FT% | RPG | APG | SPG | BPG | PPG  |
| --------- | -------------------- | -- | -- | ---- | --- | --- | --- | --- | --- | --- | --- | ---- |
| 2010/2011 | Asseco Prokom Gdynia | 33 | 5  | 22,0 | 49% | 41% | 83% | 3,1 | 1,9 | 0,9 | 0,0 | 10,4 |